# El Reynoso
El Reynoso är en ort i Mexiko, tillhörande kommunen Coatepec Harinas i södra delen av delstaten Mexiko. Orten hade 270 invånare vid folkräkningen 2010.